# Горбів (Україна)
Го́рбів — село в Україні, у Гощанській селищній громаді Рівненського району Рівненської області. Населення становить 170 осіб (станом на 2023 рік). Колишній орган місцевого самоврядування — Дроздівська сільська рада. Село розташоване на північному заході Гощанської громади, за 7,4 кілометра від центру громади.

## Географія
Село розташоване на правому березі річки Горинь. Лежить за 7,4 км на північний захід від центру громади, фізична відстань до Києва — 259,6 км.

## Історія
У 1906 році село Тучинської волості Рівненського повіту Волинської губернії. Відстань від повітового міста 18 верст, від волості 6. Дворів 32, мешканців 421.
12 червня 2020 року, відповідно до розпорядження Кабінету Міністрів України № 722-р від «Про визначення адміністративних центрів та затвердження територій територіальних громад Рівненської області», увійшло до складу Гощанської селищної громади.
19 липня 2020 року, в результаті адміністративно-територіальної реформи та ліквідації Гощанського району, село увійшло до складу новоутвореного Рівненського району.

## Населення
Станом на 1989 рік у селі проживало 374 особи, серед них — 163 чоловіки і 211 жінок.
За даними перепису населення 2001 року у селі проживали 284 особи. Рідною мовою назвали:
| Мова       | Кількість осіб | Відсоток |
| ---------- | -------------- | -------- |
| українська | 283            | 99,65 %  |
| російська  | 1              | 0,35 %   |

## Пам'ятки
- Пам'ятник воїнам-односельчанам[d]